# Песчанка (Старооскольский городской округ)
Песчанка — село в Старооскольском районе Белгородской области. Центр Песчанской сельской территории.

## География
Песчанка расположена в 7 км к западу от города Старый Оскол. Через село проходит железная дорога Старый Оскол — Ржава и имеется железнодорожная станция Ездоцкая. На юго-западной окраине села протекает река Осколец.

## Климат
Село расположено в лесостепной зоне. Рельеф представляет собой всхолмленную равнину. Климат умеренно континентальный с холодной зимой и тёплым летом.

## История
В конце XVIII века, в 1794 году, на левом берегу реки Осколец поселились вольные казаки в количестве трёх дворов: Малаховы, Чунихины, Селезнёвы, выходцы из слободы Казацкой Старооскольского уезда Курской области. До 1862 года известна как деревня Песчаная Пристань, а после было переименовано в Песчанку.
В 1905 году на частные средства был построен Песчанский спиртзавод. В 1910 году была построена первая школа.
В июле 1928 года Песчанка вошла в состав образованного Старооскольского района.
С 3 июля 1942 года по 5 февраля 1943 года территория села находилась в зоне оккупации. В феврале 1943 года советские войска освободили село от гитлеровских войск. После освобождения территории от немецких захватчиков приступили к восстановлению разрушенного хозяйства. В частности, с марта 1943 года начали восстанавливать Песчанский спиртзавод.
Указом Президиума Верховного Совета СССР от 6 января 1954 года образована Белгородская область, в состав которой вошёл Старооскольский район.
В 1950-е гг. село Песчанка входило в Казацкий сельсовет Старооскольского района. В 1970-е гг. Песчанка снова становится центром Песчанского сельсовета.
1 сентября 1969 года была открыта новая школа. В 1983 году был открыт Песчанский Дом культуры. В 1983 году началось строительство Песчанского завода сухих кормовых дрожжей. В 1990 году в селе был открыт Дом ветеранов.

## Население
| 2002 | 2010  |
| ---- | ----- |
| 2005 | ↗2149 |

## Инфраструктура
В 1995 году в Песчанке действовало акционерное общество «Песчанское» и спиртовое предприятие «Песчанское», завод по производству сухих дрожжей, акционерное общество «Осколец», 16 фермерских хозяйств, дом культуры, библиотека, средняя школа, фельдшерско-акушерский пункт. В 1997 году Песчанка — центр Песчанского сельского округа в Старооскольском районе Белгородской области.